# Pyrenophora dictyoides
Pyrenophora dictyoides A.R. Paul & Parbery – gatunek grzybów z klasy Dothideomycetes. Grzyb mikroskopijny, pasożyt powodujący chorobę roślin o nazwie brunatna helmintosporioza traw.

## Systematyka i nazewnictwo
Pozycja w klasyfikacji według Index Fungorum: Pyrenophora, Pleosporaceae, Pleosporales, Pleosporomycetidae, Dothideomycetes, Pezizomycotina, Ascomycota, Fungi.
Po raz pierwszy opisali go w 1968 r. A.R. Paul i Parbery. Synonimy:
- Drechslera andersenii Scharif ex A. Lam 1986
- Helminthosporium dictyoides Drechsler 1923
- Drechslera dictyoides (Drechsler) Shoemaker 1962
- Drechslera andersenii Scharif 1963
- Helminthosporium dictyoides f. perenne Braverman & J.H. Graham 1960

## Morfologia i rozwój
Konidiofory wyłaniają się przez szparki porażonych roślin, pojedynczo lub w grupach po 2–6, są proste lub wygięte, czasami kolankowate, średnio-ciemnobrązowe lub oliwkowobrązowe, o długości do 250 µm, szerokości 6–10 µm, czasami z poszerzoną podstawą. Konidia na naturalnym podłożu wyrastają pojedynczo, ale często w grupach, gdy liście są umieszczone w wilgotnej komorze lub w hodowli. Są proste, o maksymalnej szerokości zwykle przy pierwszej przegrodzie lub tuż nad nią, zwężające się równomiernie ku wierzchołkowi, czasami rozwidlone, blado- do średnio-bladosłomkowe, gładkie, z (0–) 4–7 (–14)-pseudoseptami,o wymiarach (20–) 50–90 (–250) µm × (14–) 15–17 (–20) µm w najszerszej części, o szerokości 6–9 µm na wierzchołku. Hilum o szerokości 3–5 µm.
Rozprzestrzenia się za pomocą zarodników, zimuje w nasadach liści, resztkach pożniwnych i w nasionach.

## Występowanie
Występuje w Ameryce Północnej, Europie, Australii i Nowej Zelandii na trawach z rodzajów kostrzewa (Festuca), życica (Lolium), tymotka (Phleum), wiechlina (Poa). Występuje także w Polsce (podany pod nazwą Helminthosporium dictyoides na kostrzewie i życicy).